# Finlayson, Minnesota
Finlayson, Minnesota (енгл. Finlayson) град је у америчкој савезној држави Минесота.

## Демографија
По попису из 2010. године број становника је 315, што је 1 (0,3%) становника више него 2000. године.
| Група             | 2000.       | 2010.       |
| Белци             | 303 (96,5%) | 304 (96,5%) |
| Афроамериканци    | 2 (0,6%)    | 3 (1,0%)    |
| Азијати           | 1 (0,3%)    | 0 (0,0%)    |
| Хиспаноамериканци | 4 (1,3%)    | 4 (1,3%)    |
| Укупно            | 314         | 315         |